# روبرتو ریوس
روبرتو ریوس (انگلیسی: Roberto Ríos؛ زادهٔ ۸ اکتبر ۱۹۷۱) بازیکن فوتبال اهل اسپانیا است.
از باشگاه‌هایی که در آن بازی کرده‌است می‌توان به باشگاه فوتبال رئال بتیس و باشگاه فوتبال اتلتیک بیلبائو اشاره کرد.
وی همچنین در تیم‌های ملی فوتبال زیر ۱۹ سال اسپانیا، زیر ۲۱ سال اسپانیا، اسپانیا، و باسک بازی کرده‌است.